# 圓寂
圓寂，又称完寂、入寂，佛教用語，涅槃或般涅槃的另一個漢語譯名。這個譯名由玄奘創造，採用諸德圓滿、諸惡寂滅之意。現今佛教出家僧侶捨壽離世，多稱為圓寂，因此它也被當成死亡的同義語。

## 詞語釋義
涅槃是宗教用语，来自古印度。在婆羅門教等古印度宗教裏，一般指一种透過覺悟，从痛苦中解脱出来的状态。在印度教哲学裏，意指通过肉体的解脱而与高级生命的结合。涅槃在佛教中意義是指清涼寂靜，惱煩不現，眾苦永寂；具有不生不滅、不垢不淨、不增不減，遠離一異、生滅、常斷、俱不俱等等的中道體性意義，是佛教修行理想的最終目標。般涅槃則是進入涅槃的意思，多用來指稱得道高僧的死亡。
在世俗的漢語中，「涅槃」一词常被等同于在肉体身心死亡的同时，其精神或灵魂获得永生或再生。（但已與原意不同。）
「圓寂」一词，在日常中文使用中，渐渐变得与佛教的「涅槃」概念有所不同，而更加偏向「死亡」一词。比如，人们常稱僧尼去世為圓寂，以恭维其已经达到「悟道解脫」的最終目標。